# Halowe Mistrzostwa Europy w Lekkoatletyce 1973 – bieg na 60 m mężczyzn
Bieg na 60 metrów mężczyzn – jedna z konkurencji biegowych rozgrywanych podczas halowych lekkoatletycznych mistrzostw Europy w hali Ahoy w Rotterdamie. Eliminacje, półfinały i bieg finałowy zostały rozegrane 10 marca 1973. Zwyciężył reprezentant Polski Zenon Nowosz, który był już mistrzem w tej konkurencji na igrzyskach w 1969. Tytułu zdobytego na poprzednich mistrzostwach nie bronił Wałerij Borzow ze Związku Radzieckiego.

## Rezultaty

### Eliminacje
Rozegrano 6 biegów eliminacyjnych, do których przystąpiło 33 biegaczy. Awans do półfinału dawało zajęcie jednego z pierwszych trzech miejsc w swoim biegu (Q).
Opracowano na podstawie materiału źródłowego.
Bieg 1
| Miejsce | Zawodnik       | Czas | Uwagi |
| ------- | -------------- | ---- | ----- |
| 1       | Zenon Nowosz   | 6,68 | Q     |
| 2       | Raimo Vilén    | 6,81 | Q     |
| 3       | Alain Sarteur  | 6,91 | Q     |
| 4       | Krasimir Gutew | 6,96 |       |

Bieg 2
| Miejsce | Zawodnik            | Czas | Uwagi |
| ------- | ------------------- | ---- | ----- |
| 1       | Brian Green         | 6,73 | Q     |
| 2       | Boris Izmiestiew    | 6,77 | Q     |
| 3       | Mirolub Stojczew    | 6,82 | Q     |
| 4       | Dominique Chauvelot | 6,84 |       |
| 5       | Rolf Lewandowski    | 6,87 |       |

Bieg 3
| Miejsce | Zawodnik           | Czas | Uwagi |
| ------- | ------------------ | ---- | ----- |
| 1       | Juris Silovs       | 6,76 | Q     |
| 2       | Hans-Georg Teisner | 6,85 | Q     |
| 3       | Michel Limousin    | 6,88 | Q     |
| 4       | Ryszard Tulkis     | 6,88 |       |
| 5       | Rolf Trulsson      | 6,99 |       |
| 6       | Gernot Massing     | 7,06 | NR    |

Bieg 4
| Miejsce | Zawodnik           | Czas | Uwagi |
| ------- | ------------------ | ---- | ----- |
| 1       | Dorel Cristudor    | 6,78 | Q     |
| 2       | Manfred Schumann   | 6,84 | Q     |
| 3       | Manuel Carballo    | 6,84 | Q,    |
| 4       | Georg Regner       | 6,91 | NR    |
| 5       | Raymond Heerenveen | 6,93 |       |
| 6       | Thierry Boucquey   | 6,99 |       |

Bieg 5
| Miejsce | Zawodnik         | Czas | Uwagi |
| ------- | ---------------- | ---- | ----- |
| 1       | Manfred Kokot    | 6,72 | Q     |
| 2       | Samuel Monsels   | 6,77 | Q     |
| 3       | Vincenzo Guerini | 6,80 | Q     |
| 4       | Marc Delaunoit   | 6,88 |       |
| 5       | Francisco García | 6,91 |       |
| 6       | Juraj Demeč      | 6,96 |       |

Bieg 6
| Miejsce | Zawodnik          | Czas | Uwagi |
| ------- | ----------------- | ---- | ----- |
| 1       | Luigi Benedetti   | 6,81 | Q     |
| 2       | Antti Rajamäki    | 6,81 | Q     |
| 3       | Hans-Joachim Zenk | 6,83 | Q     |
| 4       | Coen Jansen       | 6,90 |       |
| 5       | Luis Sarría       | 6,92 |       |
| 6       | Luděk Bohman      | 6,97 |       |

### Półfinały
Rozegrano 3 biegi półfinałowe, w których wystartowało 18 biegaczy. Awans do finału dawało zajęcie jednego z dwóch pierwszych miejsc w swoim biegu (Q).
Opracowano na podstawie materiału źródłowego.
Bieg 1
| Miejsce | Zawodnik          | Czas | Uwagi |
| ------- | ----------------- | ---- | ----- |
| 1       | Zenon Nowosz      | 6,65 | Q     |
| 2       | Samuel Monsels    | 6,75 | Q     |
| 3       | Hans-Joachim Zenk | 6,77 |       |
| 4       | Dorel Cristudor   | 6,78 |       |
| 5       | Mirolub Stojczew  | 6,79 |       |
| 6       | Alain Sarteur     | 6,84 |       |

Bieg 2
| Miejsce | Zawodnik         | Czas | Uwagi |
| ------- | ---------------- | ---- | ----- |
| 1       | Manfred Kokot    | 6,66 | Q     |
| 2       | Vincenzo Guerini | 6,75 | Q     |
| 3       | Boris Izmiestiew | 6,78 |       |
| 4       | Antti Rajamäki   | 6,79 |       |
| 5       | Michel Limousin  | 6,82 |       |
| 6       | Manfred Schumann | 6,87 |       |

Bieg 3
| Miejsce | Zawodnik           | Czas | Uwagi |
| ------- | ------------------ | ---- | ----- |
| 1       | Brian Green        | 6,71 | Q     |
| 2       | Raimo Vilén        | 6,72 | Q     |
| 3       | Luigi Benedetti    | 6,79 |       |
| 4       | Manuel Carballo    | 6,80 | NR    |
| 5       | Juris Silovs       | 6,81 |       |
| 6       | Hans-Georg Teisner | 6,90 |       |

### Finał
Opracowano na podstawie materiału źródłowego.
| Miejsce | Zawodnik         | Czas |
| ------- | ---------------- | ---- |
| 1       | Zenon Nowosz     | 6,64 |
| 2       | Manfred Kokot    | 6,66 |
| 3       | Raimo Vilén      | 6,71 |
| 4       | Brian Green      | 6,74 |
| 5       | Samuel Monsels   | 6,81 |
| 6       | Vincenzo Guerini | 6,84 |